# Віллетте
Віллетте (італ. Villette, п'єм. Vilét) — муніципалітет в Італії, у регіоні П'ємонт,  провінція Вербано-Кузіо-Оссола.
Віллетте розташоване на відстані близько 570 км на північний захід від Рима, 135 км на північний схід від Турина, 23 км на північ від Вербанії.
Населення — 266 осіб (2014).
Щорічний фестиваль відбувається 16 серпня. Покровитель — святий Рох.

## Демографія
Населення за роками:

Станом на 1 січня 2023 року в муніципалітеті офіційно проживало 11 іноземців з 4 країн, серед них 9 громадян країн Євросоюзу.

## Сусідні муніципалітети
- Краведжа
- Малеско
- Ре